# Vladimir Herzog
Vladimir Herzog (Eszék, 1937. június 27. – São Paulo, 1975. október 25.) horvátországi zsidó származású brazil újságíró. Halála körülményei nem tisztázottak, korábban azt gondolták, hogy öngyilkos lett, de valószínűnek tűnik, hogy a kommunista elveket valló Herzog halálát kínzások okozták.